# Rue Chavanne
La rue Chavanne est une rue du quartier des Terreaux dans le 1er arrondissement de Lyon, en France. Elle est nommée en l'honneur d'Alexis Chavanne (1822-1911), homme politique lyonnais.

## Situation
La rue Chavanne fait un coude, elle est au départ d'orientation est-ouest, puis nord-sud. Elle relie la rue Paul-Chenavard au nord à la rue des Bouquetiers au sud dans le 1er arrondissement de Lyon. 

## Odonymie
Elle porte le nom du médecin Alexis Chavanne, né à Lyon le 11 octobre 1822 et mort à Lyon le 3 mars 1911. Il devient en 1851 médecin de l'hôtel-Dieu de Lyon et est élu député du Rhône de 1878 à 1889. Il ne se représente pas en 1889 et devient le médecin du Sénat, jusqu'en 1900.

## Histoire
Le nom d'Alexis Chavanne est accordé à la voie par délibération du conseil municipal de Lyon le 25 septembre 1911. Elle s'appelait antérieurement « rue du Four-Saint-Pierre » et « rue Saint-Côme ». Au numéro no 3 se trouvait un petit prieuré de Saint Côme qui a été démoli par les protestants en 1562. Celui-ci remplaçait une ancienne recluserie qui donnait avant 1855 son nom à la rue sous le nom de « rue de l'Herberie ».   

## Description
La rue traboule du no 10 rue Chavanne au no 3 place d'Albon. Le no 10 est un immeuble des années 1830 avec trois balcons ouvragés. La sortie s'effectue sur une ouverture surmontée de sculptures en bois. La façade est assortie de douze bustes en médaillons.
Au numéro 8, dans la maison Parent, Barthélemy Buyer a installé la première imprimerie de Lyon en 1473 : il imprime ici le premier livre lyonnais, puis, en 1476, le premier livre lyonnais écrit en français, La Légende dorée.
Au numéro 13, l'immeuble Blanchon, construit par Tony Desjardins pour le rentier Jean-Claude Louis Blanchon en 1849, est un des plus beaux immeubles de style néogothique flamboyant de France.

## Galerie

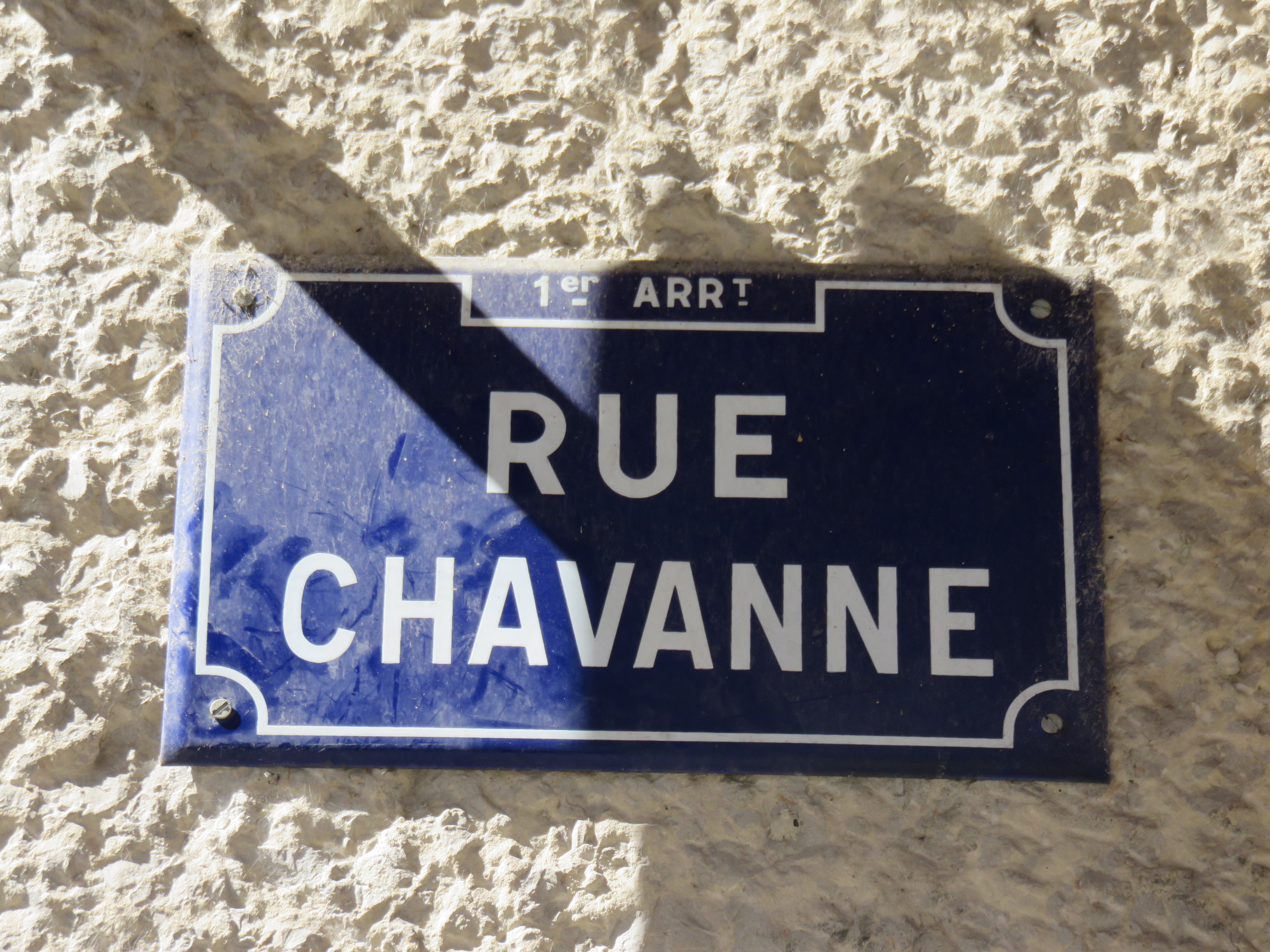
Plaque de rue, en 2019.
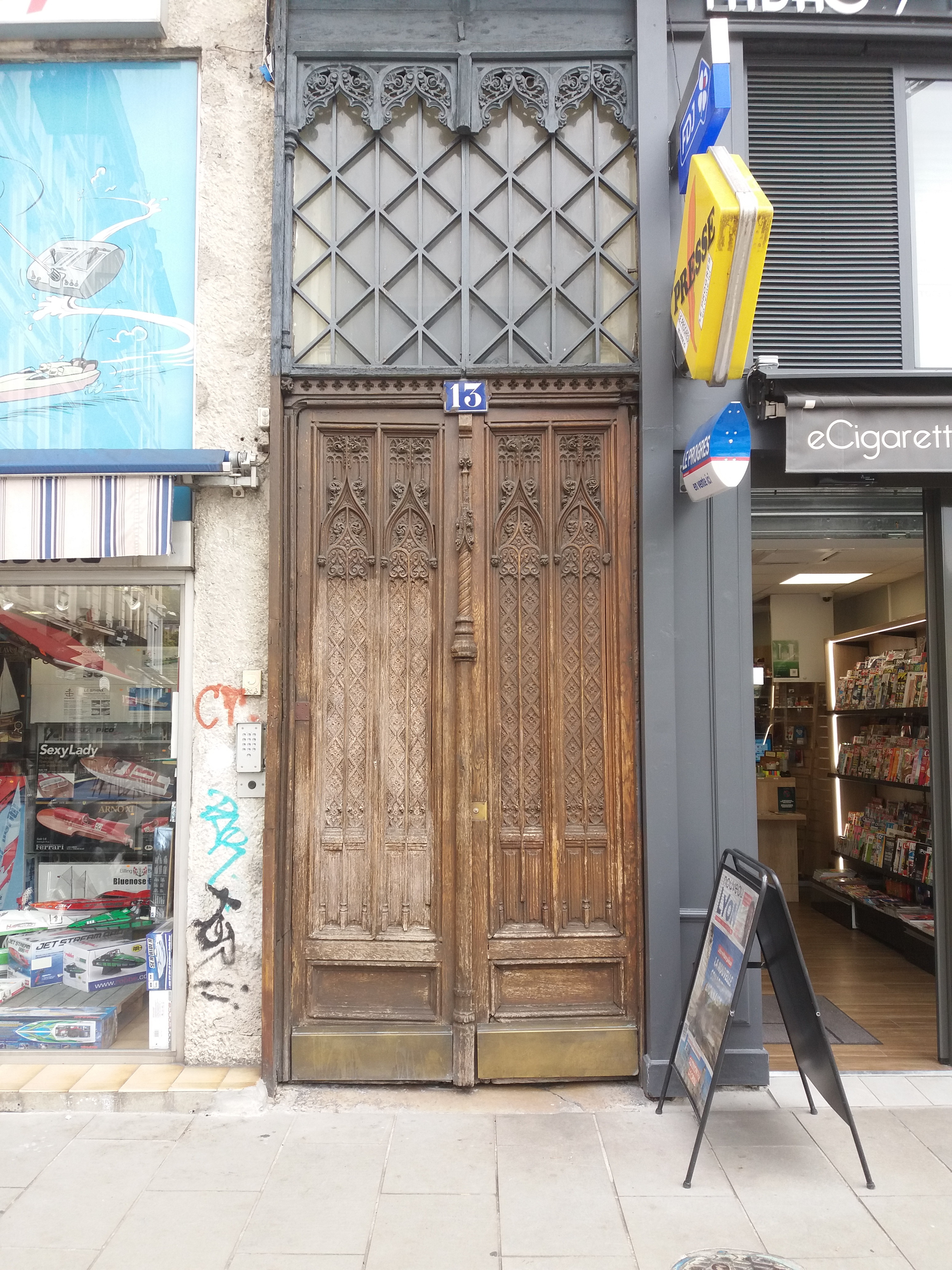
Porte du no 13 de la rue, en 2019.